# Galphimia tuberculata
Galphimia tuberculata är en tvåhjärtbladig växtart som först beskrevs av Joseph Nelson Rose, och fick sitt nu gällande namn av Franz Josef Niedenzu. Galphimia tuberculata ingår i släktet Galphimia och familjen Malpighiaceae. Inga underarter finns listade i Catalogue of Life.